# Preševo
Preševo (cirill betűkkel Прешево, albánul Presheva) városa az azonos nevű község székhelye Szerbiában, a Pcsinyai körzetben.

## Népesség
- 1948-ban 5 102 lakosa volt.
- 1953-ban 5 051 lakosa volt.
- 1961-ben 5 680 lakosa volt.
- 1971-ben 7 657 lakosa volt.
- 1981-ben 11 637 lakosa volt.
- 1991-ben 15 107 lakosa volt
- 2002-ben 13 426 lakosa volt, melyből 11 746 albán (87,48%), 1 231 szerb (9,16%), 321 cigány (2,39%), 14 macedón, 12 bosnyák, 4 orosz, 3 horvát, 3 montenegrói, 3 muzulmán, 2 magyar, 1 cseh, 42 ismeretlen.

## A községhez tartozó települések
- Aliđerice,
- Berčevac,
- Bujić,
- Bukarevac,
- Bukovac (Preševo),
- Buštranje (Preševo),
- Golemi Dol,
- Gornja Šušaja,
- Gospođince,
- Depce,
- Donja Šušaja,
- Žujince,
- Ilince,
- Kurbalija,
- Ljanik,
- Mađare (Preševo),
- Miratovac,
- Norča,
- Opaovica (Preševo),
- Pečeno
- Rajince,
- Ranatovce,
- Reljan,
- Svinjište (Preševo),
- Sefer,
- Slavujevac,
- Stanevce,
- Strezovce (Preševo),
- Trnava (Preševo),
- Cakanovac,
- Cerevajka,
- Crnotince,
- Čukarka